# Kamienica przy ulicy św. Wawrzyńca 33 w Krakowie
Kamienica przy ulicy św. Wawrzyńca 33 – zabytkowa kamienica znajdująca się w Krakowie, w dzielnicy I Stare Miasto przy ul. św. Wawrzyńca, na Kazimierzu.
Kamienica została wzniesiona w 1930 roku według projektu architekta Izydora Goldbergera.
Kamienica została wpisana do gminnej ewidencji zabytków. Znajduje się na obszarze Kazimierza, którego układ urbanistyczny został wpisany 23 marca 1934 do rejestru zabytków.